# Justicia wasshauseniana
Justicia wasshauseniana är en akantusväxtart som beskrevs av S.R. Profice. Justicia wasshauseniana ingår i släktet Justicia och familjen akantusväxter. Inga underarter finns listade i Catalogue of Life.